# Манастир Партош
Манастир Партош је православни манастир у Банату, који је престао да постоји царском вољом 1777. године. Налазио се поред истоименог села Партош.

## Историја
Стари манастир је некада лежао на десној обали данашњег канала Брзаве, неколико километара југо-западно од манастира Св. Ђурђа. По документу састављеном 1771. године, каже се да је манастир сазидао српски деспот Јован Бранковић крајем 15. века (умро 1502).
Манастирска црква била је посвећена Св. арханђелима Михајлу и Гаврилу, иконостас су осликари зографи (Поповић и Раните) око 1740. године. Црква је била саграђена од цигле, а и поред тога је пострадала током поплаве. Обнова здања је извршена већ 1767. године, уз помоћ позајмице од 300 ф. узете од Чаковчана, Георгија Капамаџије. Једнобродна ниска црквена грађевина је добила тада високи барокни торањ. Бечкеречки иконописац Димитрије Поповић је ангажован 1771. године за рад у манастирској цркви. У скорије време Поповићев иконостас је нестручно чишћен-премазан. У манастирској ризници чуване (1771) су мошти, делови од главе Св. архиђакона Стефана.
Манастир Партош је постојао већ 1571. године, судећи по запису у старом манастирском српском Јеванђељу штампаном 1562. године у Мркшиној цркви, које се налазило 1908. године у манастиру Св. Ђурђу. Према поменутом запису, исту књигу је 1571. године манастиру Партошу поклонио јеромонах Лаврентије Црногорац. Судећи према запису у једној руком писаној на српско-словенском језику богослужбеној књизи "Чиновник"-у из 1529. године, која се налазила у манастиру Партошу, и била власништво митрополита Јосифа, то је угледно место.
У манастиру је 1655. године живео темишварски митрополит Јосиф бивши Светогорац, који се ту "својевољно" повукао, и умро после три године. Покојник је сахрањен у капели која се налазила "чело олтара" манастирског храма. Посвећеног владику приказао је 1782. године јереј Стефан Богословић, на икони "Визија Св. Јосифа Новог". Митрополита Јосифа Темишварског су прогласили за свеца као Светог Јосифа Новог, прво Румуни, па Срби (1965). Светац је био српског порекла, рођен 1568. године као Јаков Фуско у Дубровнику, од оца Јована и мајке Екатарине. Замонашио се у манастиру Пантелејмону и био калуђер више манастира на Светој Гори, и достигао положај игумана у манастиру Кутлумушу. Пећки патријарх Гаврило I (1648-1655) га је приметио по врлинама и поставио 1650. године за митрополита Темишварског. Та банатска епархија је била под јурисдикцијом Пећке патријаршије. Након велике пастирске делатности, изморивши се сасвим, повукао се у манастир Партош, где је и умро 1658. године. Ђакон Дамаскин Удра је скупио сведочанства о чудима која је он показао, у једној књизи са службама светитељима, написаној на грчком. Његове мошти се сада налазе у ћивоту, у Румунској православној катедрали (дрвеној) у Темишвару.
Такође неколико старих богослужбених руком писаних српских књига је из манастира Хопово у 17. веку било дато Партошу. У запису на минеју из 1623. године се наводи: "Ова књига је својина манастира Хопова. Дали смо је манастиру Партошу. Ако би каква тамо опасност претила, опет да буде својина манастира Хопова". Калуђери манастира Пећка патријаршија свратили су код браће у манастир Партош 1666. године. Прилог су дали: игуман кир Стефан који је писао себи "обшти лист", и својим покојницима: сину Петру, мајци Теодори, супрузи Госпави - свима помен. А поп Братул је платио за благослов.
Први помен манастира у 18. веку јавља се након одласка Турака из Баната, 1718. године. На Мерсиливој карти Баната из 1723-1725. године уцртан је белег манастира Партоша; стоји усамљен, окружен великом шумом и мочварама. Манастирски јеромонаси су одувек обављали парохијске дужности у истоименом прњавору. Према порезном попису из 1743. године становници манастирског прњавора били су Срби. Манастирску књишку ризницу чиниле су највише црквене књиге на српском и црквенословенском (32) док је влашких наслова било неколико (3). У манастирској капели грађеној од плетера и блата Св. Михајла, било је још Јеванђеље (Лавовско издање) и још 10 егземплара.

## Имање
Манастир Партош као и други православни манастири имао је проблеме са властима, а у вези имовине. Монаси су често морали да бране посед, и у томе су мало имали успеха.
Године 1739. калуђер партошки Макарије купио је по уговору од Филипа Стојина из Шурјана, виноград за манастир. Тај виноград се налазио код Средишта (Вршачки брег) и коштао је 100 ф. По извештају Чаковског управног звања од 12. децембра 1757. године манастир је располагао са 40 мотика винограда, три јутра оранице и 10 јутара ливаде. Целокупни манастирски посед са земљама, мочваром, прњавором и самим манастиром имао је 11. фебруара 1771. године величину од 2863 ј 738 кв.хв. Манастиру је припадао и један помењани виноград од 40 мотика (око четири јутра) који се налазио подаље на вршачкој планини (брду) Мајдан. У винограду је 1771. године била манастирска кућа са две собе, кухињом и качаром. Манастирски подрумар је располагао са 27 акова ракије и 170 акова вина. За манастирске потребе радила је њихова "ракиџиница" са два казана. Добијено вино точило се у манастиру за његове посете а делом и у манастирској гостионици - за госте. На реци Брзави радила је воденица и за потребе манастирске, а реци је за манастирске потребе ловљена риба. Најглавнији манастирски приходи су долазили од узгоја стоке и обраде оранице земље.
Сачувана је једна имовинска сведоџба ("атестација") узета 4. јануара 1758. године. Настала је у прњавору Партошу, а на њу су ставили крст пером кметови тамошњи: Думитар Мартиновић, Јанош Кошничар и браћа Иван и Радивој Балатад. По њиховој изјави манастир Партош је још у турско време држао свој посед звани Балат. Село је имало 15 домова, а исти су плаћали спахији Турчину аренду и дацију, а у посебном су односу и са манастиром Партошем. Радили су за манастир из свог некадашњег села а калуђери партошки су их опслуживали духовно. По протеривању Турака, остао је тај посед Балат на уживање манастиру Партошу, а имање су држали сада кметови прњаворци.
Раније је број калуђера са игуманом бројио до 12 особа, али тај број је почео да се нагло смањује. Манастирско братство су фебруара 1771. године чинила шесторица монаха: игуман Пахомије Грујић (родом из Сечња), јеромонаси Вићентије Станчуловић, Јован Миличевић, Василије Поповић, те "прости" монаси Прокопије Ранисављевић и Аврам Белић. Тада је са помоћним особљем било у манастиру 29 особа, а број соба за становање износио је седам. Манастир је посадио шуму од 1500 врба, а око манастира било је 500 стабала шљива. Сточно благо су чинили: волови (16), краве (45), јунице (27), двогоце (23), коњи (17), свиње (66), овце (90) и кошнице (74). Број монаха са игуманом износио је 1772. године седам, непокретности су биле: 150 јутара оранице, 250 јутара ливаде и шест јутара винограда. Међутим није се знало откуд та и толика земља у манастирским рукама. Државна комора је манастиру 1772. године одузела готово сав земљишни иметак, а због опадања броја калуђера. Када је 1775. године инвентарисан манастир, сви калуђери наведени 1771. године, већ су били умрли. Манастирско братство је обновљено на пречац, да би се тако заварала државна, Илирска дворска депутација; замонашено је у исто време пет удоваца свештеника, један је премештен ту са стране, а само један младић је био прави постриженик. Манастир те године није имао свог игумана, већ је њиме управљао Светођурђевски игуман Сава Даниловић. Братство су тако септембра 1775. године чинили нова браћа калуђери, Срби и Власи: намесник Генадије Даниловић (родом из Ердеља), јеромонах Теодосије Поповић, јеромонах Венимијан Димитријевић, јеромонах Јоаникије Сербу (Влах), јеромонах Партеније Барбуловић (Влах), јеромонах Вићентије Јовановић (Влах) еклесијарх и ђакон Синесије Јовановић. Било је те године 57 прњавораца Партошана, који су плаћали држави десетак. А "работу" су давали и манастиру Св. Ђурђа и радило се о 3.648 радних дана годишње.

## Укидање
Илирска дворска депутација је поднела 10. фебруара 1774. године извештај о православним манастирима. По њеној процени "права корист за државу би била да се сви укину", јер су стања у њима била рђава и јадна. Али због побуна верника, предлог је био да се по епархијама остави 1-2 манастира, са 10-20 калуђера у сваком. Надмудривање између државног комесара Матезена и црквеног Синода је потрајало, јер није било слагања. Спроведен је 1775. године, силом прилика нови попис на лицу места пред црквеним поглаварима. Од већински српско братства по саставу 1771. године, дошло је 1775. године до влачке већине. У манастиру је тих дана боравио епископ темишварски Мојсеј Путник, покушавајући да представкама спаси Бранковићеву задужбину манастир Партош. Митрополит Видак је такође са своје стране (попут Путника) вршио опструкцију, отежући са процедуром. Депутација је у Банату нудила решење по којем би се дефинитивно ујединили манастири Св. Ђурађ и Партош. Ишло се и са предлогом да манастири изгубе сву земљу изев башти а да им се да је заузват 4.000 ф. годишње за издржавање. Разматрала се 1776. године могућност да аустријска држава откупи манастирску земљу. Илирска дворска депутација је 12. децембра 1776. године поднела коначни предлог о уређењу и укидању манастира у банатском провинцијалу. Године 1777. резолуцијом царице Марије Терезије од 12. јануара, приликом реорганизације православних манастира, манастир Партош је био затворен и укинут, заједно са манастиром Шемљугом. Био је близу манастира Св. Ђурђа и због тога постао "сувишан". Тражено је да се манастир сједини са манастирима Бездин или Свети Ђурађ, а и имовина пренесе на њих. Партош је по једногласној одлуци комисије из Темишвара ипак спојен са Св. Ђурђем. Примљено је у Св. Ђурађ свих 12 партошких "душа" (лица). Вредне покретности и књиге пренете су у манастир Св. Ђурађ, а калуђери се расподелили по преосталим манастирима. Рок за пресељење био је првобитно 1. новембар 1777. године, али није се успело у томе. По изјавама сведока мештана манастирског прњавора Парзтоша, датих у јесен 1778. године село Партош је основано након протеривања Турака са тих простора. Тадашњи игуман Христифор је на манастирском земљишту населио прве прњаворце. Имање манастирско је на крају прешло у државне руке, а у замену за то имање, "спашено" је оспорених 324 јутра од ерара. То је био поклон - додатак, новом сједињеном монашком братству у манастиру Светом Ђурђу на Брзави.

## Нови румунски манастир Партош
Године 1782. по вољи жебељског протопопа Јована Шубоња, насликана је икона Св. Јосифа Новог од стране икописца Србина поп Стефана Богословића и постављена изнад његовог гроба, у старој капели у Партошу. Св. Јосиф ће бити свечано канонизован од стране румунске православне цркве 6/7. октобра 1956. године.
Тек 1944. године манастир Партош поново постоји, сада као женски, румунски православни. Неколико монахиња које су дошле из Молдавије и Буковине се ту подвизало неколико година, док румунски комунисти нису исти "уништили". Током ископавања 1955-1956. године у манастирској цркви и порти пронађене су мошти светог човека, Св. Јосифа Новог, румунског (од 1956) и српског (од 1965) православног свеца. Пренете су свете честице у темишварску румунску Катедралу (дрвену), где се и сада чувају. Монаштво у Партошу је опет кренуло да се обнавља 2008. године. Манастир је постао мушки, а на његовом челу је јеромонах Варлаам Алмажан. Уз манастир у згради која се назива "Дом краљице Елизабете" (бивше грчке), отворени су 2012. године музеј и библиотека, све у оквиру Културног центра.